# 적응광학

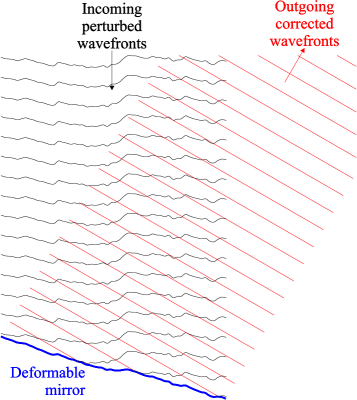
가변형 거울로 천체망원경의 파면(波面) 오차를 수정할 수 있다.

적응광학(適應光學, adaptive optics; AO)은 빠르게 변화하는 광학적인 왜곡의 영향을 줄여 광학 장치 성능을 향상시키는 기술이다. 적응 제어 광학은 파면의 뒤틀림을 측정하여 가변형 거울이나 배열된 액정 등의 공간 위상 변조기(spatial phase modulator)로 이를 상쇄시키는 방식으로 작동한다. 적응 제어 광학 기술은 1953년 호러스 W. 배브콕(Horace W. Babcock)이 처음으로 제시하였으나, 컴퓨터 기술이 발전된 1990년대에 들어서 실용화되었다. 적응 제어 광학은 능동 광학과 구별된다. 능동 광학은 주반사경의 외형을 수정하기 위해 더 긴 시간에 걸쳐 작동한다. 적응 제어 광학의 가장 간단한 형태는 '팁틸트'(tip-tilt, 뒤집어지고 기울어지는) 수정으로, 평면상에서 파면의 기울어짐에 대응한 것이다. 이 때에 빠르게 움직이는 팁틸트 거울이 두 개의 축 주위를 작은 원을 그리며 돌게 되는데, 이러한 방법으로 대기에 의한 수차의 대부분이 사라지게 된다.

## 같이 보기
- 능동 광학
- 시직경
- 홀로그래피
- 영상 흔들림 방지
- 비선형 광학
- 파면 (물리학)